# Robert Bing
Robert Paul Bing (ur. 5 maja 1878 w Strasburgu, zm. 15 marca 1956 w Bazylei) – niemiecko-szwajcarski lekarz neurolog.

## Życiorys
Jego rodzicami byli Berthold Bing i Valérie z domu Guggenheim. Studiował medycynę na Uniwersytecie Bazylejskim, w 1902 roku otrzymał tytuł doktora medycyny. Następnie specjalizował się w neurologii za granicą, we Frankfurcie, Paryżu u Dejerine'a, w Londynie u Horsleya i w Berlinie. Od 1907 roku wykładał neurologię na Uniwersytecie Bazylejskim. W 1908 roku założył Szwajcarskie Towarzystwo Neurologiczne (Schweizer Neurologische Gesellschaft). Od 1919 roku był wydawcą zuryskiego czasopisma neurologicznego „Schweizer Archiv für Neurologie und Psychiatrie”. Był autorem tłumaczonego na wiele języków podręcznika neurologii.
Opisał objaw (odruch patologiczny) znany dziś jako objaw Binga, przedstawił też jeden z pierwszych opisów klasterowego bólu głowy.